# Stenbockhaus

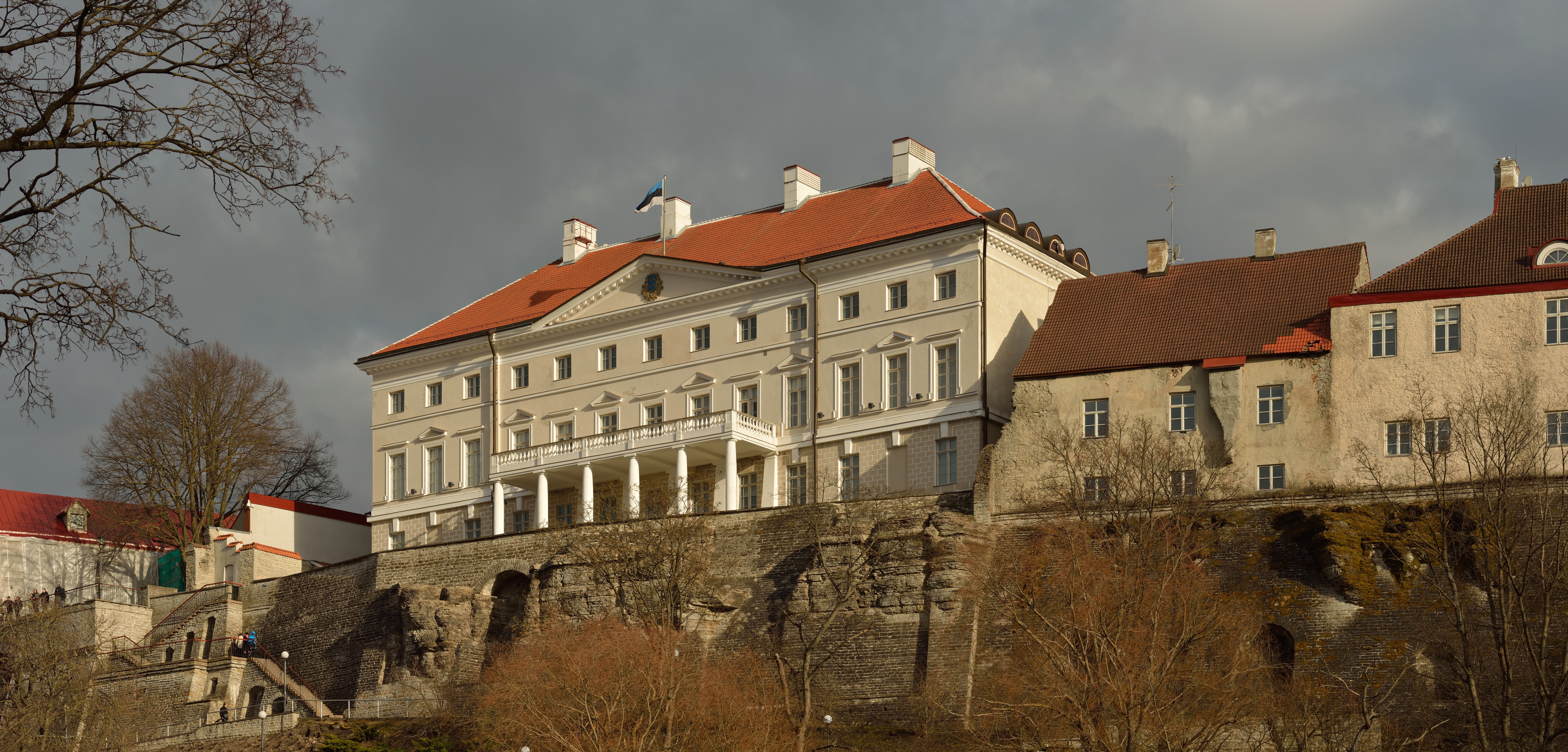
2013

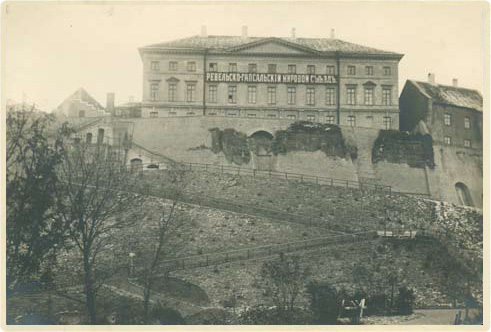
1910

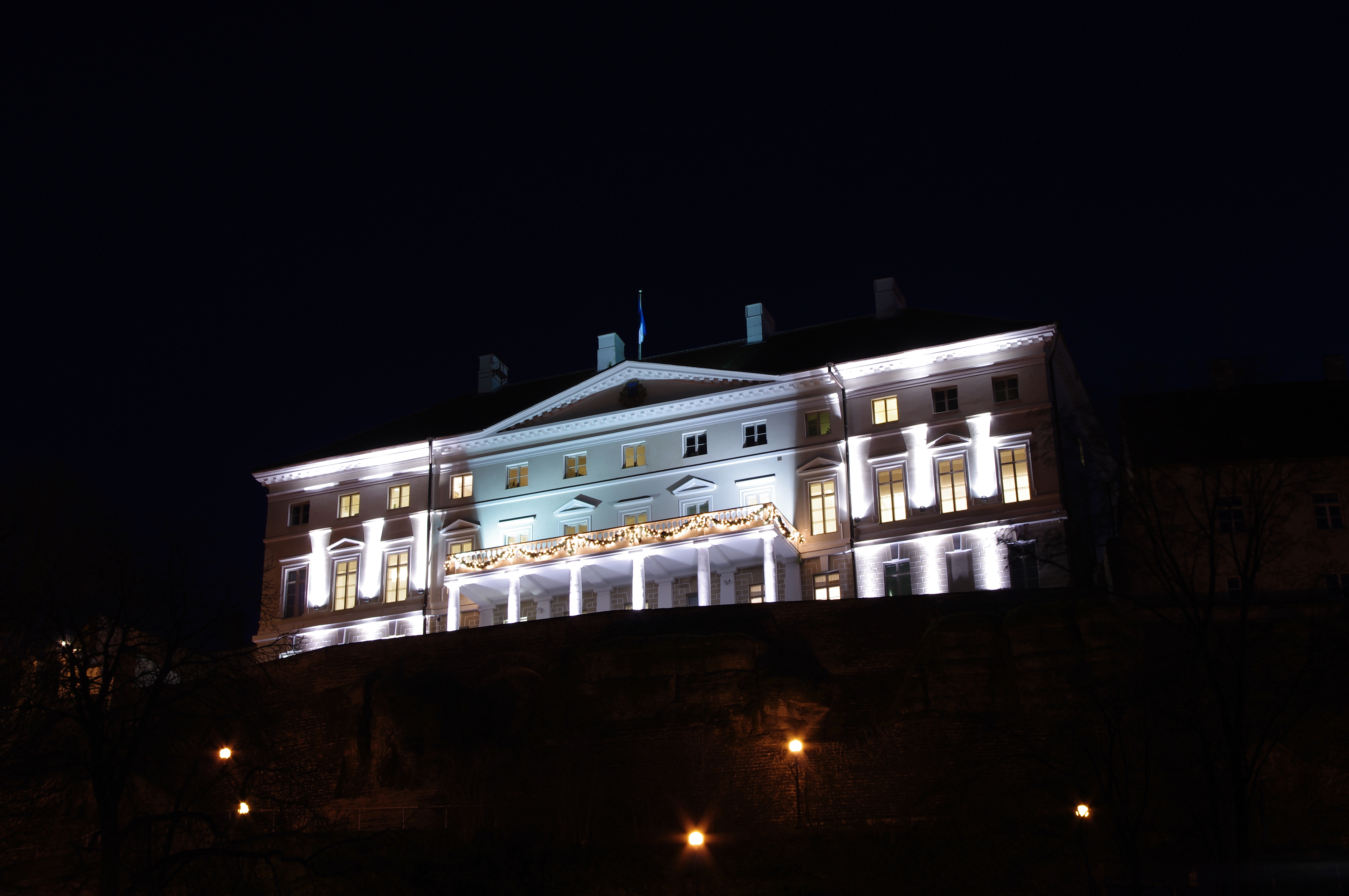
Nächtliche Beleuchtung, 2011

Das Stenbockhaus (estnisch: Stenbocki maja) ist der Sitz der estnischen Regierung in der estnischen Hauptstadt Tallinn (deutsch Reval).

## Lage
Es befindet sich am Rande des Dombergs in der historischen Revaler Altstadt in der Friedensgerichtstraße (estnisch Rahukohtu tänav), an der Adresse Friedensgerichtstraße 3. Durch seine Lage an der Nordkante des Dombergs oberhalb der Altstadt ist es weithin sichtbar.

## Architektur und Geschichte
Das sehr repräsentativ ausgeführte Gebäude war ursprünglich als Gerichtsgebäude geplant, wurde jedoch staatlicherseits aus Gründen der Finanzknappheit nicht fertiggestellt. Der Gutsherr Jakob Pontus Stenbock übernahm das 1784 nach einem Entwurf von Johann Mohr begonnene Projekt und ließ bis 1792 es als sein Stadtpalais zu Ende bauen. Die Gestaltung des Hauses erfolgte streng im Stil des Klassizismus. Besonders dominant ist der von sechs Säulen getragene Balkon auf der Seite zum Steilhang. Neben dem Haupthaus entstand ein niedrigeres Nebengebäude, das sich halbrund um den Innenhof zieht.
Ab 1855 diente das Gebäude als Internat der Ritter- und Domschule zu Reval. Ende des 19. Jahrhunderts wurde es dann doch noch Sitz eines Gerichts. 1890/91 wurde der Balkon entfernt. Zum Ende der Zeit der sowjetischen Besatzung Estlands diente es ebenfalls noch der Justiz, indem hier bis 1987 mehrere Revaler Bezirksgerichte untergebracht waren. Der Zustand der Bausubstanz hatte sich jedoch so verschlechtert, dass es als einsturzgefährdet galt und noch in sowjetischer Zeit geräumt wurde. Von 1996 bis 2000 erfolgte eine Sanierung, bei der auch der Balkon wieder angefügt wurde. Im Jahr 2000 tagte dann erstmals die estnische Regierung im Gebäude, die es seitdem nutzt.
Auf einer Tafel zum Domberg hin wird der estnischen Regierungsmitglieder gedacht, die durch kommunistisch motivierte Gewalt umkamen.
Als Denkmal wurde das Haus am 15. April 1997 registriert und ist unter der Nummer 3013 im estnischen Denkmalverzeichnis eingetragen.